# 迪尔大厦

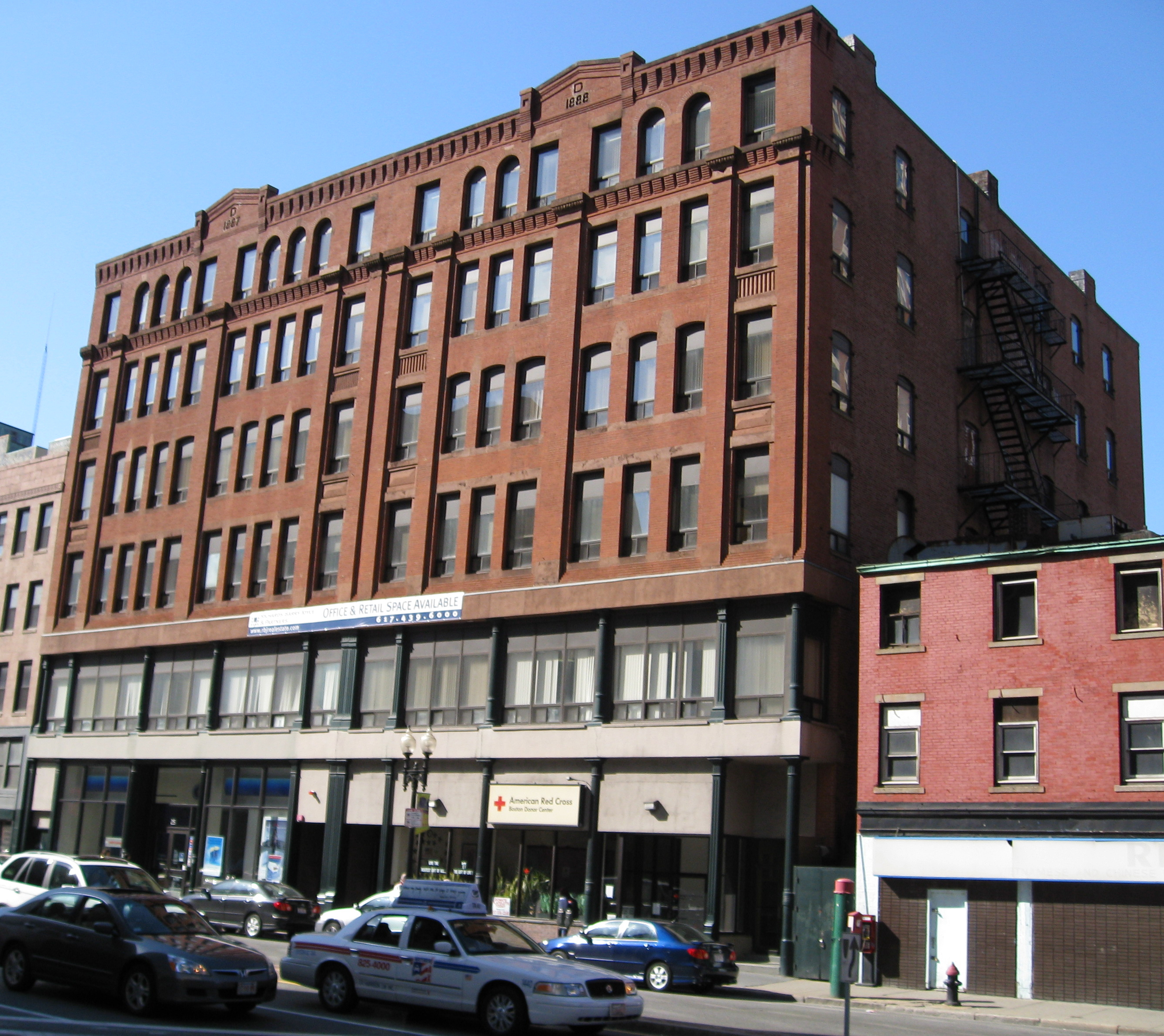
迪尔大厦

迪尔大厦（Dill Building），是美国历史久远的建筑之一，建于1886年。位于马萨诸塞州的波士顿斯图尔特街（Stuart Street）。于1980年12月9日记入美国国家史迹名录。驻有花旗美邦（Smith Barney）、美国红十字会（American Red Cross）和并购房地产信托（M & M Realty Trust）。